# Thanatophilus
Thanatophilus is een geslacht van kevers uit de familie van de aaskevers (Silphidae).

## Soorten
- Thanatophilus dispar
- Thanatophilus lapponicus
- Thanatophilus rugosus
- Thanatophilus sinuatus
- Thanatophilus trituberculatus